# جادمنت (لعبة فيديو 2018)
لعبة Judgment، هي لعبة من المغامرة والاكشن تفتحُ على عالمٍ مليءٍ بالغموض، صُممت على يد شركة (ريو غا غوتوكو ستوديو)، وصدّرتها (سيغا). انطلقت Judgment أولَ مرةٍ في اليابان في ديسمبر 2018 على منصة (بلايستيشن 4)، ثم عبرت حدودَها إلى العالمية في يونيو 2019، حاملةً معها تجربةً تُحاكي تفاصيلَ المدينةِ وضجيجها. ومع مرور الزمن، أُعيد إنتاجها بإصدارٍ محسّنٍ تحت عنوان (ريماسترد)، حيث توسعت لتشمل منصاتٍ حديثةٍ كـ(بلايستيشن 5) و(ستاديا) و(إكس بوكس سيريز)، ثم أُضيفت إلى (أمازون لونا) في ديسمبر 2021، وظهرت على منصة (ويندوز) عبر (ستيم) في سبتمبر 2022.
تُسرد Judgment حكايةَ المحامي تاكايوكي ياغامي، الذي ينفضُ عنه عباءةَ القانون ليرتدي عباءةَ المحقق، وينطلقُ في مسيرةٍ من البحثِ والتحدي. تدور الأحداث في حي كاموروكو الخيالي في طوكيو، حيث يواجهُ ياغامي عصاباتٍ ومجرمين، ويُبحرُ في أعماقِ قضايا غامضةٍ تتعلقُ بجثثٍ تُقتلعُ عيونُ أصحابها. يُتيحُ للاعبين خوض معاركٍ ضاريةٍ، وتنفيذ مهامٍ تتطلبُ التسلل، والبحث عن الأدلة، في أجواءٍ تعكسُ صراعًا دائمًا بين كشفِ الحقيقةِ ومواجهةِ الخطر.
بدأت لعبة Judgment مسيرتها في عام 2015 تحت الاسم الرمزي "مشروع القاضي"، حيث نشأت فكرتها من رغبة شركة (سيغا) في ابتكار سلسلة جديدة تمامًا. تولى الكاتب توشيهيرو ناغوشي قيادة المشروع، معبرًا عن طموحه في كتابة نوعٍ جديدٍ من القصص يروي حكايةَ محققٍ يعمل على قضيةٍ غامضة، على النقيض من أعماله السابقة في سلسلة (مثل التنين) خلال حقبة كيريو. لذلك، سعى المطورون لجعل اللعبة سهلة الوصول للمبتدئين في عالم ألعاب التحقيق.
أُسندت شخصية تاكايوكي ياغامي إلى المغني والممثل تاكويا كيمورا، الذي أضفى لمسةً مميزة على اللعبة من خلال ملامحه الواقعية وصوته الياباني الذي جلب للشخصية حياةً نابضة. استجابةً للطلب المتزايد، أُضيف للعبة دبلجة صوتية بالإنجليزية إلى جانب الترجمة النصية بعدة لغاتٍ أخرى، مما جعلها أكثر شمولًا لجماهير متعددة الثقافات. ساهمت فرقة الروك اليابانية (أليكسندروس) بإثراء الأجواء الموسيقية للعبة من خلال إنتاج أغنيتين خصيصًا لها، مما زاد من عمق التجربة السمعية والبصرية.
سُحبت لعبة Judgment من الأسواق اليابانية في مارس 2019 بعد توقيف بيير تاكي، أحد الممثلين المشاركين في اللعبة، إثر الاشتباه بتعاطيه الكوكايين. أحدث هذا الحدث صدمةً في أوساط الجماهير وصناعة الألعاب على حد سواء، إذ كان تاكي قد أضفى على اللعبة بُعدًا واقعيًا بأدائه الصوتي وصورته الرقمية التي أُدمجت في الشخصية.
وأثناء العمل على تهيئة اللعبة للأسواق الدولية، جرى استبدال ملامح تاكي بأخرى للممثل ميو تاناكا، ليعيد المبرمجون صياغة الدور وإعادة تسجيل الحوارات بأكملها، مما مثّل تحديًا كبيرًا. غير أن هذا الإجراء لم يكن مجرد تعديل تقني، بل كان جزءًا من جهد أوسع لإعادة تقديم اللعبة.
حظيت لعبة Judgment بإشادة عامة من النقاد الذين أثنوا على حبكتها المتقنة ومحتواها الجانبي الثري ونظامها القتالي، غير أن آليات التحقيق فيها لم تسلم من النقد، إذ وُصفت بالبساطة التي لا تليق بتوقعات البعض. ومع ذلك، كانت اللعبة نجاحًا تجاريًا لافتًا، إذ تجاوزت مبيعاتها حاجز المليون، وحازت على تقدير واسع، حتى وُصفت بأنها من أفضل ألعاب الفيديو التي شهدها عام 2019. أما النسخة المحسّنة، فقد قوبلت بإعجاب خاص لما أضافته من تحسينات على معدل الإطارات وجودة الرسوميات، مما أضفى على التجربة رونقًا جديدًا. وفي خطوة أكدت على نجاح السلسلة، صدر الجزء التكميلي تحت عنوان Lost Judgment في الرابع والعشرين من سبتمبر لعام 2021، ليواصل مسيرة النجاح.

## تجربة اللعب

إحدى مراحل اللعبة التي يُطلق عليها "التعقب"، تُظهر ياغامي (على اليمين) وهو يتحرك بخطواتٍ وئيدةٍ خلف شخصيةٍ مثيرةٍ للاهتمام. يُراقبها بعينٍ يقظة، ويتابع تفاصيل حركتها بدقةٍ، يختبئ حينًا ويُظهر نفسه حينًا آخر.

لعبة Judgment هي مغامرةٌ تجمع بين وهج الأكشن وسبر أغوار التحقيقات، وتُعرض بمنظور الشخص الثالث الذي يضع اللاعب في قلب الأحداث وكأنها حاضرةٌ أمام عينيه. تدور رحى القصة حول المحقق الخاص تاكايوكي ياغامي، الذي يُبحر في غمار قضية قتل متسلسل في حي كاموروكو، تلك المنطقة الخيالية المستوحاة من أزقة طوكيو الصاخبة، التي سبق أن ظهرت في سلسلة (ياكوزا)، لكنها هنا تنبض بقصةٍ مختلفة. وعندما سُئل مبتكر السلسلة توشيهيرو ناغوشي عن أوجه الشبه بين Judgment وأعماله السابقة، قال: "قد تتشابه البيئة والأصول، لكن أسلوب اللعب والقصة هنا تختلفان اختلافًا جذريًا".
ياغامي، في رحلته المحفوفة بالمخاطر، يجد في المتاجر ملاذًا لإعادة صحته عبر شراء العناصر الضرورية، تلك المتاجر التي تُحاكي مثيلاتها الواقعية بأدق تفاصيلها. غير أن ياغامي يواجه ما هو أشدُ خطرًا، إذ تُصيبه جروح مميتة تُضعف من حدوده الصحية القصوى، وتُلقي عليه عبء التحدي المستمر. سبيل الشفاء الوحيد يكمن في زيارة طبيب يعمل في الخفاء تحت ظلال الأرض، أو شراء أدوات طبية تُعيد له قوته، لكنها تُثقل كاهله بتكلفتها العالية، مما يُضفي على اللعبة بُعدًا من التخطيط في كل خطوة.
تُقدم لعبة Judgment نظامَ قتالٍ مستوحى من أسلوب لعبة (ياكوزا 0)، حيثُ يُتاح للاعب أن يتنقل بين أسلوبي قتالٍ مختلفين: أسلوبُ "الرافعة" الذي يركز على مواجهةِ مجموعاتٍ من الأعداء، وأسلوبُ "النمر" الذي يُركز على القتال الفردي ضد خصمٍ واحد. وما يزيدُ من تفرد اللعبة أن ياغامي يستعين بعناصر الباركور في أسلوبه القتالي، مثل الجري على الجدران والقفز فوق الخصوم، مما يُضفي ديناميكيةً فريدةً على المشهد.
وعلى خطى الألعاب السابقة في سلسلة (ياكوزا)، يمكن لياغامي أن ينفذ عمليات إسقاطٍ وحشية على خصومه عبر حركاتٍ تُعرف باسم "EX Actions"، والتي تُشابه في جوهرها نظام "Heat Actions" في سلسلة (ياكوزا). ويُمكنه أن يدخل في حالةٍ معززة يُطلق عليها "EX Boost"، حيث يكتسب خلالها قوةً إضافيةً تُعزز من قدرته القتالية. كذلك، يُتاح له أن يتعاون مع حلفائه لتنفيذ هجماتٍ جماعيةٍ قوية، تُظهرُ تناغمًا عاليًا بين الشخصيات.
ولا يقف الأمر عند حدود القتال، إذ تُكافئ اللعبةُ اللاعبَ على إتمام المهام الجانبية أو الإنجازات في القصة الرئيسية بنقاطٍ تُستخدم لتعزيز مهارات ياغامي وتعليمه تقنياتٍ جديدة، مما يدفعه نحو التفوق ويُثري تجربته بفرصٍ متجددة للتطوير والابتكار في كل مرحلة من مراحل اللعبة.
"تُقدم لعبة Judgment وضعية التحقيق، حيثُ يُطلب من اللاعب أن يستكشف موقع الجريمة باحثًا عن أدلةٍ وبراهين تكشف الحقيقة. في هذه الوضعية، يتعين على اللاعب أن يتسلل إلى المواقع المستهدفة من خلال فتح الأقفال أو استخدام التنكر لجمع المعلومات أو العثور على أشياء ذات أهمية في سياق التحقيق. تتضمن اللعبة أيضًا مشاهد مطاردةٍ محكمة، حيث يلاحق اللاعبُ مشتبهاً فيه في مشاهد تتطلب الحذر الشديد، وتُعرف بتتابعات دقيقة. خلال هذه المراحل، يتوجب على اللاعب أن يتبع الهدف من مسافةٍ آمنة، متجنبًا أن يُكتشف. كما تحتوي اللعبة على مراحل مطاردةٍ حركية، حيث يُطلب من اللاعب أن يتفادى العقبات التي تظهر أمامه أثناء الجري في محاولةٍ للإمساك بالهدف الهارب.

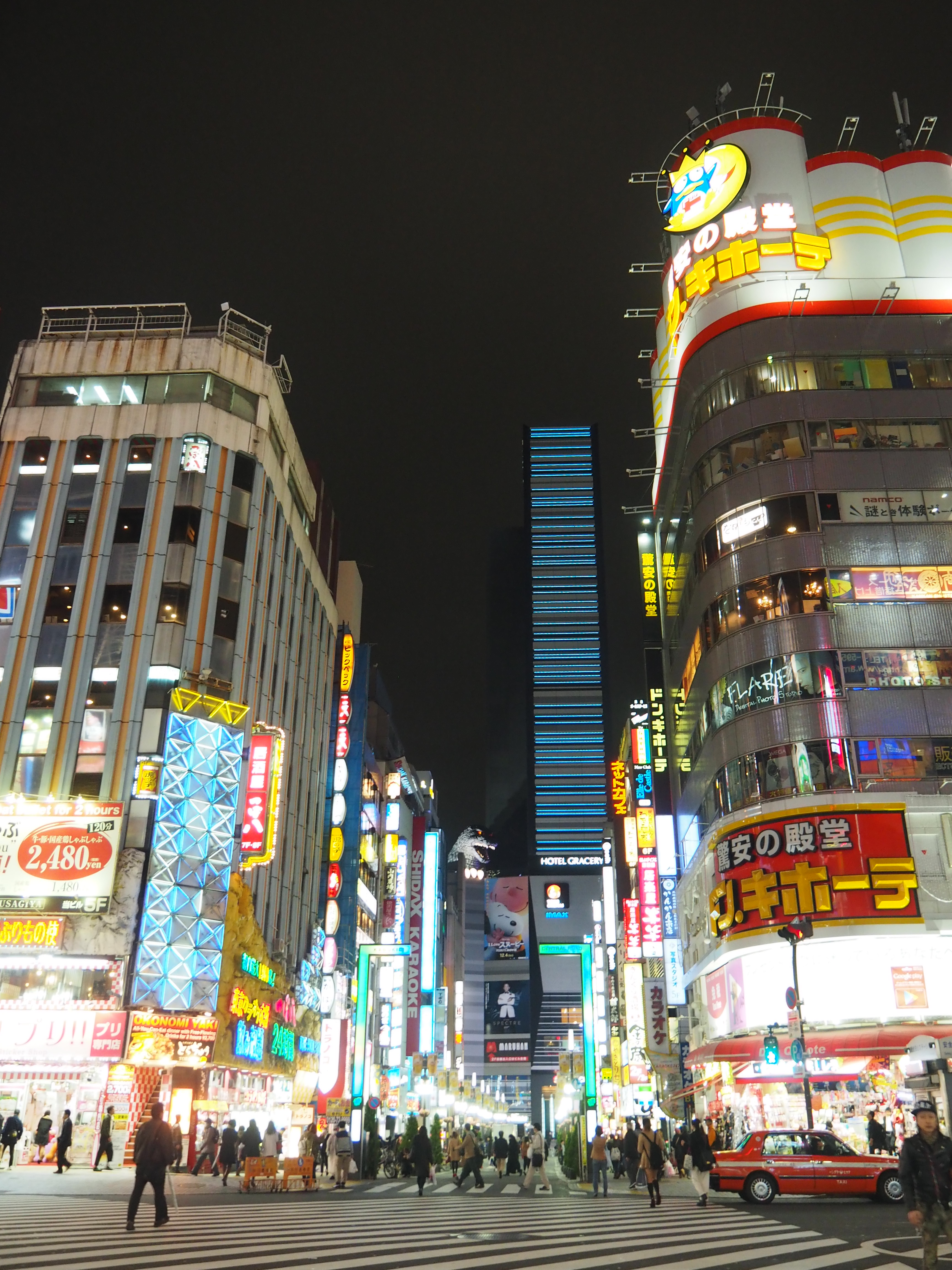
تُستخدم المتاجر الواقعية داخل اللعبة لتزويد اللاعبين بالعناصر والمستلزمات.

يستطيع ياغامي أن يتولى مجموعةً متنوعة من القضايا الجانبية بالإضافة إلى القصة الرئيسية، على غرار "القصص الفرعية" التي تميزت بها ألعاب ياكوزا الأخرى. يمكنه الشروع في هذه القضايا عبر تفقد لوحة الإعلانات في مكتبه، أو الاستفسار في مكتب محاماة غيندا أو في بار تندر، أو التجول في شوارع كاموروكو.
تُؤدي بعض اللقاءات إلى تفعيل مستوى صداقةٍ مع شخصيات محددة، حيث يتطور هذا المستوى على مدار اللعبة من خلال التفاعل مع تلك الشخصيات. بعض هذه اللقاءات يتطلب إكمال مهام جانبية، بينما تستلهم سيناريوهات أخرى من ألعاب المحاكاة العاطفية.
وعلى غرار عناوين ياكوزا الأخرى، يمكن للاعب أن يكتشف ألعابًا مصغرة وأنشطة جانبية منتشرة في أرجاء كاموروكو، تتنوع بين سباقات الطائرات الصغيرة (الدرون)، ولعبة لوحية في الواقع الافتراضي، وألعاب كلاسيكية قابلة للعب بالكامل مثل (Space Harrier)، و(Fantasy Zone)، و(Fighting Vipers)، و(Motor Raid)، و(Virtua Fighter 5: Final Showdown)، و(Puyo Puyo)، مما يضفي تنوعًا وثراءً على عالم اللعبة.

## ملخص

### الإعداد والشخصيات
تدورُ أحداث لعبة Judgment في عام 2018، وتتمحور حول شخصية تاكايوكي ياغامي، المحامي السابق الذي تحوَّل إلى محققٍ خاص يُقيمُ في حي كاموروكو الخيالي بطوكيو. يتولى ياغامي التحقيق في سلسلة من جرائم القتل التي ترتكبها يدُ قاتلٍ متسلسل مجهول الهوية يُعرف باسم "الخُلد". تتعمق القصة تدريجيًا، لتكشف عن مؤامرةٍ ضخمةٍ ذات صلةٍ بآخر قضية تولاها ياغامي أثناء عمله كمحامٍ.
يُحيط بياغامي طاقمٌ متنوعٌ من الشخصيات الداعمة. ماساهارو كايتو، العضو السابق في عائلة ماتسوجاني التابعة لعشيرة توجو، يعمل كشريكه المخلص في التحقيق. ريوزو غيندا، مدير مكتب غيندا للمحاماة، يؤدي دور الأب الروحي لياغامي، بينما يُعد ميتسوغو ماتسوجاني، زعيم عائلة ماتسوجاني، اليدَ الحانية التي رعت ياغامي بعد مقتل والديه. أما ساوري شيروساكي، وإيسي هوشينو، وماساميشي شينتاني، فهم ينتمون إلى فريق الدفاع في مكتب غيندا، ويُشكّلون رفاق ياغامي في مساعيه القانونية.
تظهر أيضًا شخصياتٌ مثل مافويو فوجي، المدعية العامة وصديقة ياغامي المقربة، وماكوتو تسوكومو، خبير التكنولوجيا المنعزل الذي يساعده في كشف الحقائق. توروه هيغاشي، العضو المخلص لعائلة ماتسوجاني، يكنُّ احترامًا كبيرًا لكايتو، بينما فوميا سوغيورا، السارق المقنَّع، يقدِّم العون لياغامي بدوافع غامضة. كازويا أيابي، الشرطي الفاسد، يوفِّر المعلومات السرية مقابل مكاسب شخصية.
كلُّ شخصيةٍ تضيف إلى القصة أبعادًا جديدة، لتكشف عن التعقيدات التي تحيط بالعالم السفلي لحي كاموروكو.
يكشف تحقيق ياغامي في قضية "الخُلد" عن مواجهات مع شخصيات متعددة، تبدأ مع كيوهي هامورا، قائد عائلة ماتسوجاني، الذي يتورط في صلات وثيقة بجرائم القتل. كما يظهر ميتسورو كورويوّا، المحقق في قسم مكافحة الجريمة المنظمة بشرطة طوكيو، الذي يُعقّد الأمور بتشابك تحقيقاته مع تحقيقات ياغامي. في مركز تطوير الأدوية المتقدمة (ADDC)، يُبرز المشهد شخصياتٍ بارزة مثل يوجي شونو، الباحث الذي يلعب دورًا محوريًا في القصة، وريوسوكي كيدو، مدير المركز، الذي تتداخل أنشطته مع مؤامرات معقدة، وكاورو إيتشينوسي، نائب وزير الصحة، الذي يتولى الإشراف المباشر على المركز.
تُثري القصة شخصيات أخرى، منها شينبي أوكوبو، عامل النظافة السابق في المركز، الذي دافع عنه ياغامي وأثبت براءته من تهمة القتل، ليُعتقل لاحقًا بتهمة قتل صديقته إيمي تيراساوا، مما يُشعل الجدل من جديد. كوه هاتوري، الصحفي الذي يصطدم دائمًا بياغامي، يقود حملة إعلامية لتشويه سمعته بعد اعتقال أوكوبو الثاني. يظهر أيضًا شيغيرو كاجيهيرا، رئيس مجموعة كاجيهيرا، والداعم السري لعشيرة كيوراي، وهي منظمة ياكوزا مقرها كيوتو، وساتوشي شيويا، قائد عشيرة كيوراي، وكونيهيكو موريتا، المدعي العام ورئيس مافويو فوجي، الذي يُشكل وجوده ثقلاً قانونيًا في مواجهة الأحداث المتشابكة.
كل شخصية تُبرز التعقيد في شبكة العلاقات والمصالح التي تحيط بقضية الخُلد، مما يجعل اللاعب يعيش في دوامة من الصراعات والمؤامرات المتشابكة.

### حبكة
وفي سنة الفين وخمس عشرة قام المحامي تاكايوكي ياغامي بالتحقيق في امر مركز تطوير الادوية المتقدمة(ADDC) في قضية مقتل كويتشي واكو فاظهر البينة ودفع التهمة عن شينبي اوكوبو ثم لم يمكث اوكوبو الا قليلا حتى قبض عليه متهما بقتل خليلته ايمي تيراساوا فاصابه الحزن والندامة فترك منصبه في مجمع المحاماة
وبعد ثلاث سنين صار ياغامي محققا خاصا في حي كاموروشو بطوكيو، يعين الناس في قضاياهم مع شريكه ماساهارو كايتو، وهو من قدماء عشيرة توجو. وكان في الحي قاتل متسلسل يفتك بأفراد الياكوزا، وينزع أعينهم بعد قتلهم. فتولى ياغامي قضية مقتل كيوهي هامورا، قائد أسرة ماتسوجاني، المتهم بقتل رجل من عشيرة كيوراي بنفس الأساليب. فبحث ياغامي في الأمر، وأثبت براءة هامورا، لكنه ظن أنه متعاون مع القاتل، الذي سماه ياغامي الخُلد. وتابع ياغامي التحقيق في مأوى للهوى حيث شوهد أحد الضحايا آخر مرة، فلقي هامورا هناك، فأنذره أن يترك التحقيق في أمر الخُلد.
وعاد ياغامي الى مكتبه فوجد ان "الخلد" قد قتل مساميتشي شينتاني، زميله السابق ومعلمه. وقد وقع بصر ياغامي على مكالمة اخيرة في هاتف شينتاني لباحث في مركز تطوير الادوية المتقدمة يدعى يوجي شونو. فسأل ياغامي مدير المركز، ريوسكي كيدو، عن هذه المكالمة، فلم يجد عنده جوابا. ثم بعد تحقيق افضى الى تعاونه مع اللص المقنع فوميا سوغيورا، لقي ياغامي رجل الاعمال في المقاولات، شيجيرو كاجيهيرا، في ملجأ تابع لعصابة كيورِي. فكشف كاجيهيرا عن مؤامرة فاشلة للاستيلاء على الاراضي حول المركز لغرض اعادة التطوير، والتي احبطت بعد ادعاء الباحثين اكتشاف "إيه دي-9"، وهو علاج محتمل لمرض الزهايمر. وطلب كاجيهيرا من ياغامي التحقيق في مقتل نائب مدير المركز السابق، تورُو هاشيكي.
واذا جيء بياغامي الى مكتب النيابة ليسأل في امره اخبر بان كازويا ايابي وهو شرطي فاسد كان مصدر معلوماته قد القي القبض عليه بشبهة كونه الخلد ولكن ياغامي لم يصدق الامر فذهب هو وكايتو الى مخبأ سري للقمار غير الشرعي فوجد هامورا هناك مختبئا فسألاه عن صلته بالخلد وعن متهمين آخرين ممكنين فتوصل ياغامي الى ان شونو قد يكون مدبرا لتلك الجرائم ولكن هامورا انقذ على يد اعضاء عائلة ماتسوجاني وخلص ياغامي الى ان جرائم الخلد ليست الا تجارب بشرية لاختبار نجاعة العقار AD-9 وان واكو وهاشيكي وشينتاني قتلوا كتجارب فاشلة كما استنتج ان اوكوبو لم يقتل تيراساوا بل قتلت على يد شونو ليحمل اوكوبو وزر جرائم لم يقترفها وليظهره كقاتل متسلسل لا يبالي
واذا اخذ كايتو رهينة على يد هامورا اجبر ياغامي على اقتحام مخبأ ماتسوجاني فوجد هناك هامورا وكايتو فغلب ياغامي هامورا وأسره بمساعدة والده ميتسوجو ماتسوجاني ثم حملوا هامورا الى مخبأ عشيرة كيوري واستجوبوه فكشف انه كان يعمل كمهرب بشر لصالح منظمة ADDC وساعد في توريط ايابي بجريمة قتل شينتاني
فاذا بالخلد يظهر ويطلق النار على هامورا فتقدم ماتسوجاني ليحميه وقتل في سبيل ذلك فشعر هامورا بالندم وافشى ان الجاسوس هو ميتسورو كورويوا المحقق في قسم الجرائم المنظمة في العاصمة ثم قدم لياغامي دلائل قاطعة تثبت ان وحدة مكافحة الجرائم المنظمة والارهاب كانت شريكة في قتل شينتاني
وفي محكمة ايابي دبر نائب وزير الصحة في اليابان كاورو ايشينوسي سرا عملية اغتيال لكورويوا فقتل كورويوا من جاء لقتله واقتحم مركز تطوير الادوية المتقدمة. فتعاون ياغامي واصدقاؤه على تعقب كورويوا فوجدوه وقد اسر شونو واراد اجباره على اتمام تطوير العقار AD-9. فهزم ياغامي كورويوا فاحاطت بهم الشرطة وقتلت كورويوا عندما حاول قتل شونو.
فحقن شونو نفسه باصدار جديد من عقار AD-9 فمات بسبب اثاره الجانبية بعد ان تغير لون عينيه الى الازرق. وفي المحكمة اكد كيدو تجارب شونو البشرية وبين ان الاعين قطعت من الضحايا ليخفى دليل التجارب.
فحكم ببراءة ايابي وزج بايشينوسي ورئيس النيابة كونيهيكو موريتا في السجن بسبب تورطهما ووضع كاجيهيرا تحت التحقيق. وبعد ثلاث سنين على طابور الموت اطلق سراح اوكوبو وتصالح مع سوجيورا الذي تبين انه شقيق تيراساوا الصغير. ثم عاد ياغامي وكايتو الى اعمالهما اليومية كما كانا.

## تطوير

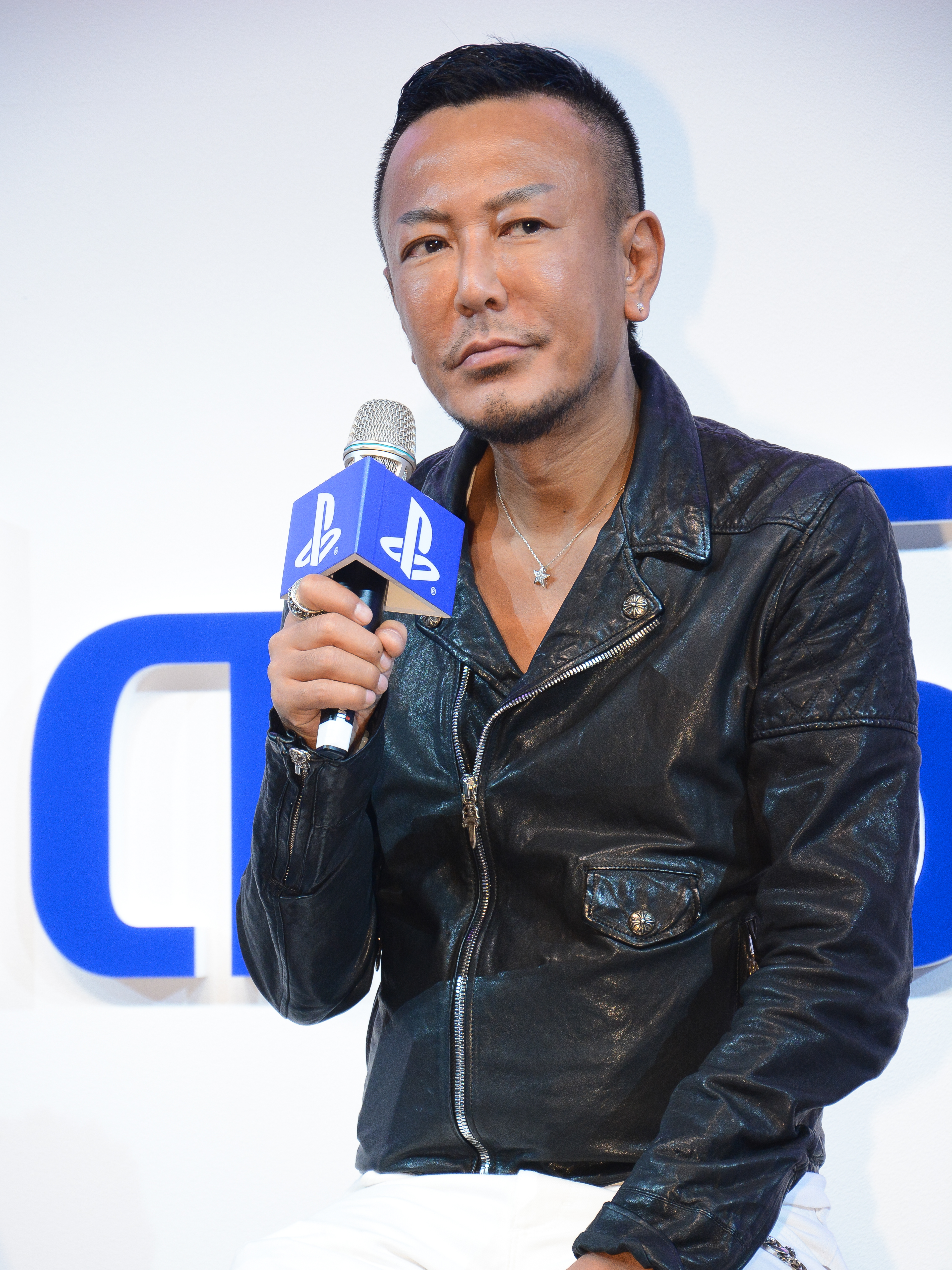
الكاتب والمخرج التنفيذي توشيهيرو ناغوشي

بعد اصدار ياكوزا 5 الهم المنتج كازوكي هوسوكاوا ان يقترح على سيجا ان تستحدث عملا جديدا والا تقتصر على سلسلة ياكوزا فقال دايسوكي ساتو ان ياكوزا لم تكن الا لثلاثة اجزاء ثم رأى مع هوسوكاوا حاجة في انشاء عمل جديد
فاستخلَفت سيجا موظفين جددا وسألتهم عن ما يفكرون ليجمعوا منهم الافكار وبدأ تطوير جادجمنت في سنة الفين وخمس عشرة فظهرت اول اشارة اليه في اغسطس الفين وثمانية عشرة على لسان المخرج توشيهيرو ناغوشي الذي وصفه بانه شيء مختلف كليا
وابى هوسوكاوا وناغوشي ان يسموه فرعا لياكوزا وان كان نفس الفريق هو من انشأه اذ ارادوا ان تكون روايته منفصلة فاستُخدم محرك التنين ليعطي صورا شبيهة بياكوزا 6 اغنية الحياة وعملوا على تطويره ليحسنوا تصاميم الشخصيات وجعلوا الاضاءة تتناسب مع موضوع التشويق القانوني
وقالوا لنستكشف مدينة كاموروتشو التي تكون في ياكوزا ولنسلك لها مسلكا جديدا وجعلوا متاجر العالم الواقعي مثل دون كيوتيه ليضفوا حقيقة في الاماكن وخلقوا نظام الصداقة حتى يتشكل شخص ياغامي وتبان علاقته بالشخصيات فيضافون الى عمق القصة
وفي القصة الرئيسية بدت جديته وفي المهمات الجانبية بدت الطرافة وقال هوسوكاوا اني اردت ان اقدم محتوى اكثر كما هو في ياكوزا 0 ورغبنا ان يكون ياغامي كمحام فنجعل اللاعبين يحاكون تفكيره في خياراته
وتراوحت الصعوبة في اعمال التحقيق فجعلت الالغاز معقدة لكن لا تثقل على اللاعب والمعارك جعلت للماهرين يخططون بدقة في تعيين قدرات ياغامي

### الشخصيات
وقال ناجوشي ان سينما كوريا كانت من اعظم مصادر الالهام لياغامي وبعد ان ختمت قصة كازوما كيريو بطل ياكوزا في ياكوزا ٦ اغنية الحياة اراد فريق ريو جا جوتوكو ايجاد شخصية متفردة لجادجمينت
وبتوجيه من المنتج كازوكي هوسوكاوا قرر الفريق ان تكون الشخصية محققا وليجعلوا ياغامي في نقيض جلي مع كيريو رغبوا في جعله اقرب الى الناس مستلهما من مآسيه التي دفعته الى ترك مهنة المحاماة
وتم تفصيل ماضي ياغامي وحياته الجديدة كمحقق بشكل دقيق ليجذبوا اللاعبين اليه ولكثرة شهرة قصص المحققين كتبت شخصية ياغامي بحيث يكتسب العلم اثناء اللعبة مع اللاعب
وكان اعظم ما الهم شخصيته فيلم الحكم لبول نيومان الذي يتحدث عن شخصية تمر بازمة مماثلة في مهنة المحاماة
وكانت اللعبة كسلسلة ياكوزا تركز على قصتها كمحور رئيسي
في مستهلّ إنتاج لعبة جادجمينت، تدارس فريق العمل في شركة "سيجا" فكرة الاستعانة بنجم سينمائي لتجسيد شخصية "ياغامي"، فوقع الاختيار على الممثل الشهير تاكويا كيمورا. وقد عبّر ناجوشي عن دهشته وسروره بهذا القرار، إذ رأى فيه إمكانيات إبداعية واسعة لإثراء حبكات القصة وإدخال منعطفات مفاجئة تُبهر اللاعبين. ومع ذلك، أبدى تخوّفه من أن يُنظر إلى اللعبة على أنها ذات طابع خفيف بسبب ما يتسم به كيمورا من أسلوب أنيق وجاذبية مقارنة بالأعمال السابقة للفريق.
لقد جرى تصميم العديد من العناصر المميزة لشخصية "ياغامي" بالتنسيق المباشر مع كيمورا وبموافقته الشخصية، حرصًا على تحقيق اتساق بين أداء الشخصية وروح اللعبة. ونظرًا لندرة ألعاب الفيديو التي تعتمد على دراما المحققين، حرص المنتج هوسوكاوا على أن تكون شخصية "ياغامي" متفرّدة ومتميّزة، مما جعل عملية تطويرها تحديًا حقيقيًا للفريق.

ولضمان أن يرقى "ياغامي" إلى مستوى الشخصية الأيقونية "كيريو"، عمل المطورون على جعله أكثر واقعية وارتباطًا بجوهر أجواء "النوار" التي تتسم بالغموض والتشويق. وفي هذا السياق، قال ناجوشي:
"حينما تكتب قصة تتمحور حول شخصية متجذرة وذات تاريخ طويل، فإن تلك الشخصية تملي مسار الأحداث التالية بطبيعتها المتأصلة. وعلى النقيض من ذلك، مع شخصية ياغامي، لم يكن هناك أي ملامح أو روابط سابقة تعرّف بها في بداية مرحلة التطوير. وقد شكّل ذلك تحديًا كبيرًا، لكنه في الوقت نفسه أتاح فرصة فريدة لفريق التطوير، الذي اعتاد العمل طويلًا على سلسلة واحدة، لاستكشاف آفاق إبداعية جديدة وتقديم شخصية مغايرة تمامًا لما سبق." 
استُلهمت شخصية ياغامي في حياته وعمله من نماذج حقيقية لمحققين، مما أضفى على الشخصية واقعية تمسّ صميم مهنة التحقيق. وقد تقرر الاستغناء عن التركيز على عنصر الرومانسية في الحبكة بناءً على رؤية المخرج ناجوشي، الذي رأى أن ذلك قد يخلّ بأجواء الإثارة المرتبطة بدراما المحاكم. وأوضح سكوت ستريتشارت، منتج التوطين، أن تصوير شخصيات الياكوزا ظل وفيًا للسلسلة الأصلية، وذلك بسبب ارتباط العديد من الشخصيات بأحداث العصابات. وقد برز ياغامي بين أقرانه من الشخصيات بفضل الخيارات المتعددة التي أتيحت له في حياته، بخلاف الشخصيات الأخرى التي وجدت نفسها مجبرة على حياة الياكوزا دون مجال للاختيار . 
اختير العديد من الممثلين بعناية بناءً على خبراتهم وتميز أدائهم في الأدوار المختلفة. جسّد أكيرا ناكاو شخصية المحامي ريوزو غيندا، الذي تولى رعاية ياغامي أثناء عمله في مجال المحاماة. كما وقع الاختيار على شوسوكي تانيهارا لدور المحقق ميتسورو كورويو، وذلك لحضوره البصري القوي الذي أضاف تأثيرًا لافتًا في المشاهد التي جمعته مع كيمورا. وأسند دور كيوهي هامورا إلى بيير تاكي، الذي اشتهر بتجسيد شخصيات المجرمين البارزين عبر مسيرته الفنية.
وعلى الرغم من ارتباط شخصية ياغامي بعدد من الشخصيات النسائية، إلا أنه لم يتم تصميم أي منهن لتكون شريكة عاطفية له، وذلك لتجنب إدخال عنصر الرومانسية في القصة.
ومن بين الممثلين الآخرين الذين كان لهم أدوار متكررة، كينيتشي تاكيتو الذي جسد شخصية المحقق كازويا أيابي، وشينشو فوجي الذي أدى دور ماساهارو كايتو، وهو ياكوزا سابق، بالإضافة إلى ريسا شيميزو التي لعبت دور مافويو فوجي.

## الإصدار

نموذج الشخصية الجديدة لهامورا (يسار) ونموذج بييريه تاكي قبل إزالته

أُعلن عن لعبة Judgment تحت عنوانها الياباني Judge Eyes في العاشر من سبتمبر عام 2018، خلال فعالية PlayStation Lineup Tour التي سبقت معرض طوكيو للألعاب 2018 بفترة وجيزة. جاء هذا الإعلان في إطار حملة تسويقية تستهدف الترويج للعبة بمناسبة العطلات اليابانية، حيث كانت عملية الإنتاج قد اكتملت بالفعل، بينما كان فريق التطوير منهمكًا في تصحيح الأخطاء التقنية.
وحددت شركة "سيجا" موعد طرح اللعبة في الأسواق اليابانية لشهر ديسمبر من عام 2018، مع التخطيط لإصدارها في الأسواق الغربية خلال عام 2019. كما أُطلقت النسخة التجريبية من الفصل الأول للعبة في التاسع والعشرين من نوفمبر 2018 عبر شبكة PlayStation Network اليابانية. 
أصدرت شركة سيغا لعبة Judgment في اليابان يوم 13 ديسمبر 2018. غير أن مبيعات اللعبة توقفت في اليابان في 13 مارس 2019 بعد اعتقال الممثل الياباني بيير تاكي، الذي استُخدم صوته وملامحه لتجسيد شخصية كيوهي هامورا، بتهمة حيازة الكوكايين وتعاطيه. وقد نُفذ الاعتقال من قبل ضباط قسم مكافحة المخدرات التابع لوزارة الصحة والعمل والرعاية الاجتماعية.
لم تُقدم سيغا أي تعليق حول ما إذا كان اعتقال تاكي سيؤثر على إصدار اللعبة في الأسواق الغربية. وفقًا لما صرح به قسم مكافحة المخدرات، كان تاكي تحت المراقبة منذ عام 2018 بناءً على معلومات وردت من مصادر مجهولة، وطُلب منه لاحقًا تقديم عينة بول كجزء من التحقيق.
بعد اعتقال بيير تاكي، صرّح دايسوكي ساتو، منتج استوديو ريو غا غوتوكو، عبر تغريدة بأنه لن يسمح لاعتقال تاكي بأن يُعطّل نجاح اللعبة، أو أن يؤدي إلى حذف مساهمته فيها. بدوره، انتقد هيروشي ماتسوياما، رئيس شركة CyberConnect2، الشركات التي توقفت عن تسويق منتجاتها بسبب تورط شخص مرتبط بأعمالها في مشكلات قانونية.
لاحقًا، أعلنت سيغا أن صوت تاكي وملامحه سيتم استبدالهما، دون أن يؤثر ذلك على موعد الإصدار المخطط للغرب في 25 يونيو 2019. وقد أكدت أن التصميم الجديد للشخصية لن يستند إلى أي ممثل. في اليابان، أُعيد إصدار اللعبة في 18 يوليو 2019، حيث أدى ميؤو تاناكا دور كيوهي هامورا بدلاً من تاكي.
تم إصدار نسخة محسنة من اللعبة في 23 أبريل 2021 لمنصات بلايستيشن 5، ستاديا، وإكس بوكس سيريز X/S، حيث تضمنت تحسينات مثل أوقات تحميل أسرع، تشغيل بمعدل 60 إطارًا في الثانية، وجميع المحتويات القابلة للتنزيل من إصدار بلايستيشن 4 الأصلي. كما أُتيحت اللعبة عبر منصة أمازون لونا في 16 ديسمبر 2021.

في يوليو 2021، أُشير إلى أن إصدارًا للحاسب الشخصي من Judgment وتكملتها قد لا يتحقق بسبب خلاف بين سيغا ووكالة المواهب Johnny & Associates، التي تمثل تاكويا كيمورا، حول استخدام ملامحه في الإصدار للحاسب أو أي عناوين مستقبلية. ومع ذلك، في 14 سبتمبر 2022، أُطلقت كلتا اللعبتين على منصة ستيم، مما يشير إلى حل هذا النزاع.
1. ↑  ستيم، SteamClient021, Package: 1726604483، API v020, Package: 1682723851، 12 سبتمبر 2003، QID:Q337535
2. ↑  Webster, Andrew (20 يونيو 2019). "How the creators of Yakuza turned hard-boiled detective drama into a game". ذا فيرج. مؤرشف من الأصل في 2019-09-22. اطلع عليه بتاريخ 2019-09-22.
3. ↑  Scott Strichart [TriggerRedd] (26 أبريل 2021).  (تغريدة) https://x.com/TriggerRedd/status/1386499273903149057. اطلع عليه بتاريخ 2021-04-26. {{استشهاد ويب}}: الوسيط |title= غير موجود أو فارغ (مساعدة)
4. ↑  "Japan Receives New Judge Eyes Demo". RPGamer. 23 نوفمبر 2018. مؤرشف من الأصل في 2020-07-08. اطلع عليه بتاريخ 2020-09-17.
5. ↑  "New IP From the Yakuza Developers, Judge Eyes, Has a Demo Available Now on the Japanese PSN". US Gamer. مؤرشف من الأصل في 2018-09-12. اطلع عليه بتاريخ 2018-01-02.

- الموقع الرسمي
- الموقع الرسمي الياباني

قالب:Yakuza series